# 土卫二十八
土卫二十八又稱為（S/2000 S 10, Erriapus），是环绕土星运行的一颗卫星。

## 概述
這顆衛星半长轴約為17,236,900公里，繞土星公轉週期844.89天，與黃道及土星赤道的軌道傾角為38.109°，軌道離心率0.4724，自轉週期為28.15 ± 0.25小時。